# Justin Dorey
Justin Dorey (ur. 17 sierpnia 1988 w Calgary) – kanadyjski narciarz dowolny, specjalizujący się w halfpipe'ie. Największy sukces w karierze osiągnął 2009 roku, zdobywając srebrny medal podczas mistrzostw świata w Inawashiro. W 2014 roku wystartował na igrzyskach olimpijskich w Soczi, gdzie zajął 12. miejsce. W zawodach Pucharu Świata zadebiutował 13 stycznia 2008 roku w Contamines, zajmując trzecie miejsce w halfpipe'ie. Tym samym już w swoim debiucie nie tylko zdobył pierwsze pucharowe punkty, ale od razu stanął na podium. W zawodach tych wyprzedzili go tylko jego rodak, Matthew Hayward i Francuz Kevin Rolland. Najlepsze wyniki osiągnął w sezonie 2013/2014, kiedy to zajął dziesiąte miejsce w klasyfikacji generalnej, a w klasyfikacji halfpipe'a wywalczył Małą Kryształową Kulę.

## Osiągnięcia

### Igrzyska olimpijskie
| Miejsce | Dzień     | Rok  | Miejscowość | Konkurencja | Zwycięzca  |
| ------- | --------- | ---- | ----------- | ----------- | ---------- |
| 12.     | 18 lutego | 2014 | Soczi       | Halfpipe    | David Wise |

### Mistrzostwa świata
| Miejsce | Dzień    | Rok  | Miejscowość | Konkurencja | Zwycięzca      |
| ------- | -------- | ---- | ----------- | ----------- | -------------- |
| 2.      | 5 marca  | 2009 | Inawashiro  | Halfpipe    | Kevin Rolland  |
| 12.     | 5 lutego | 2011 | Deer Valley | Halfpipe    | Micheal Riddle |

#### Miejsca w klasyfikacji generalnej
- sezon 2007/2008: 21.
- sezon 2010/2011: 53.
- sezon 2013/2014: 10.
- sezon 2014/2015: 79.

#### Miejsca na podium w zawodach
1. Contamines – 13 stycznia 2008 (halfpipe) – 3. miejsce
2. La Plagne – 20 marca 2011 (halfpipe) – 3. miejsce
3. Calgary – 3 stycznia 2014 (halfpipe) – 1. miejsce